# Pucachuco
Pucachuco es una localidad peruana ubicada en el distrito de Cajatambo, perteneciente a la provincia homónima del departamento de Lima, al centro oeste del Perú. 

## Ubicación
Pucachuco se ubica al noreste de la provincia de Cajatambo, en el distrito de Cajatambo, en el departamento de Lima.

## Demografía
En 2017 Pucachuco tenía una población de 8 habitantes.